# Prompting
Prompting (englisch für anregen, soufflieren, vorsagen) bezeichnet in der Verhaltenstherapie eine Verhaltenshilfe (Formungstechnik) zum Aufbau von erwünschtem Verhalten, welche bei den Operanten Methoden (Verhaltenstherapeutische Standardmethode) und in die Kategorie Lernen (siehe dazu auch den Begriff Chaining) eingeordnet werden kann.
Die Auftrittswahrscheinlichkeit eines bestimmten Verhaltens kann bei Operanten Verfahren durch die darauf folgenden Konsequenzen (Verstärker) verändert werden (Lernen durch die Verhaltenskonsequenzen).
Prompting ist eine verbale oder verhaltensmäßige Hilfestellung des Psychotherapeuten, welche die Aufmerksamkeit des Lernenden auf das gewünschte Verhalten (Zielverhalten) lenken sollen und diesem Verhalten förderlich ist (Herbeiführung und Verstärkung). Es hat den Lernprozess unterstützende Funktion und wird meist in Kombination mit Modelllernen eingesetzt.
Prompting beinhaltet beispielsweise das Vormachen des gewünschten Verhaltens, verbale Hinweise, an Regeln erinnern, Rückmeldungen, Bekräftigungen. Ziel ist der Abbau von Problemverhalten und Aufbau erwünschten Verhaltens in der Verhaltenstherapie.
Indikationsbereiche sind zum Beispiel das Erlernen komplexer motorischer Verhaltensweisen, der Spracherwerb oder das Erlernen adäquaten Sozialverhaltens.